# Octomotor
Octomotor é a aeronave dotada de oito propulsores. Pode empregar tanto motores a pistão (como o Kalinin K-7 e o Hughes H-4 Hercules) quanto motores a jato (como o B-52 Stratofortress).

## Galeria

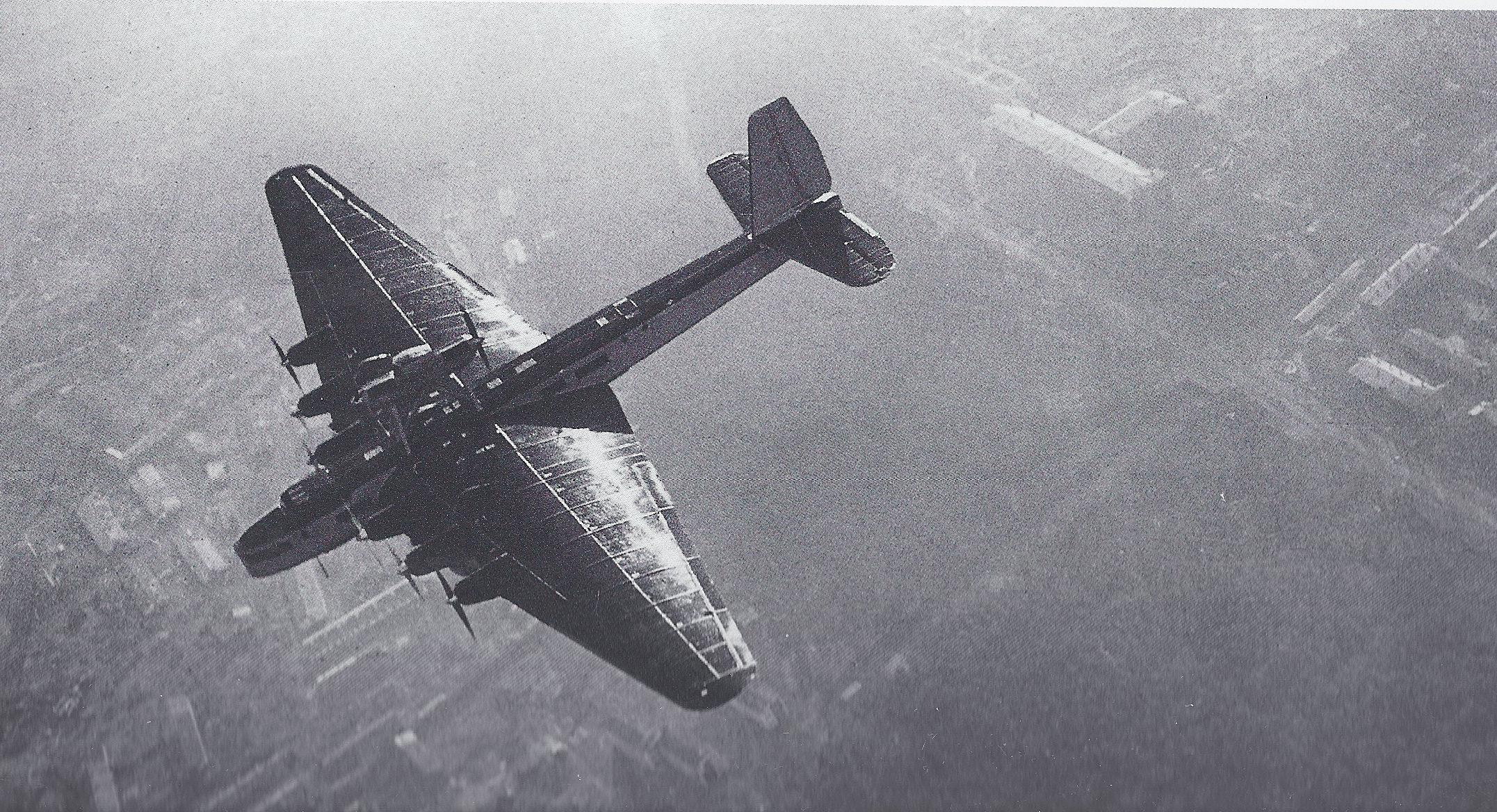
Tupolev ANT-20
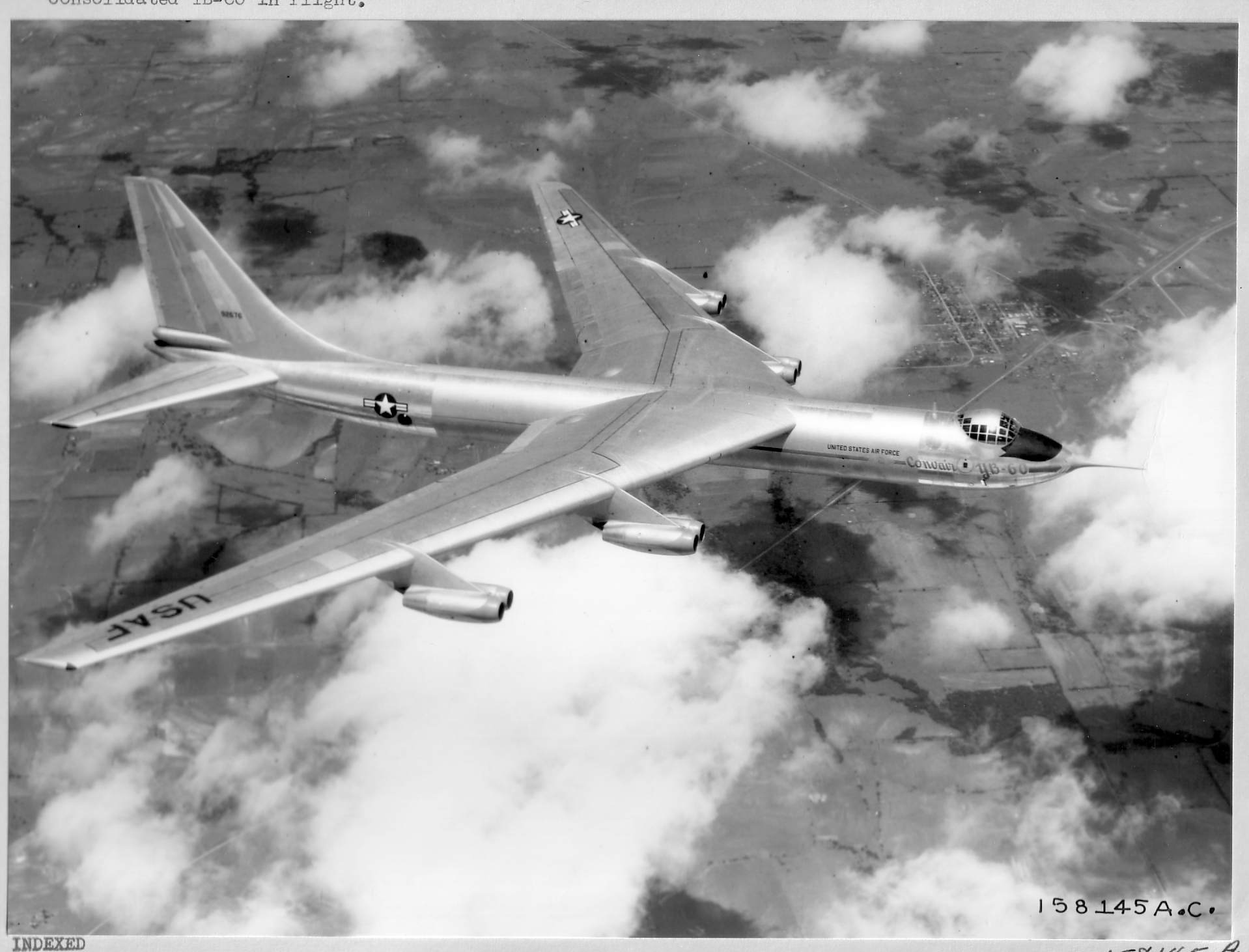
Convair YB-60
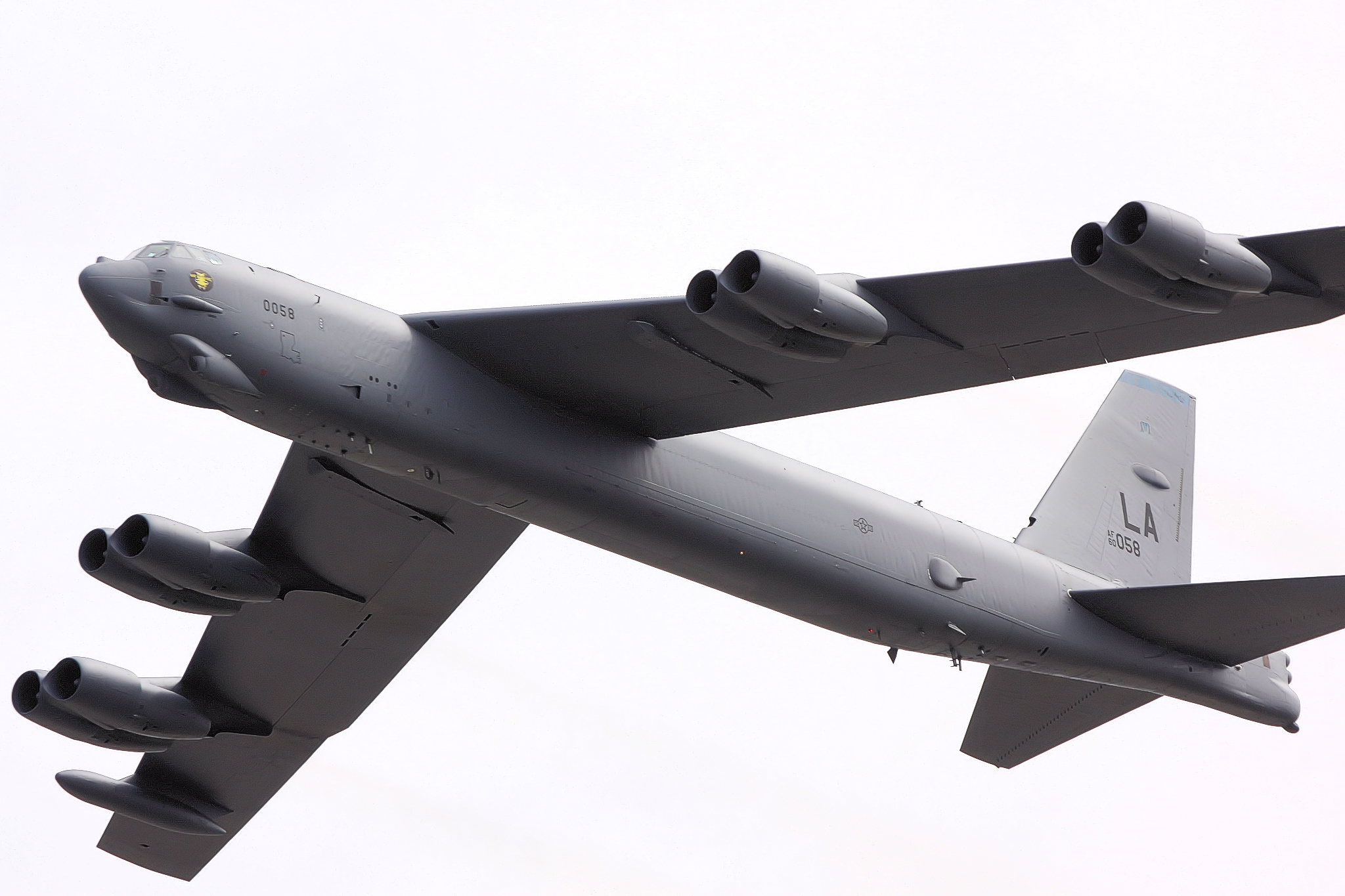
B-52 Stratofortress
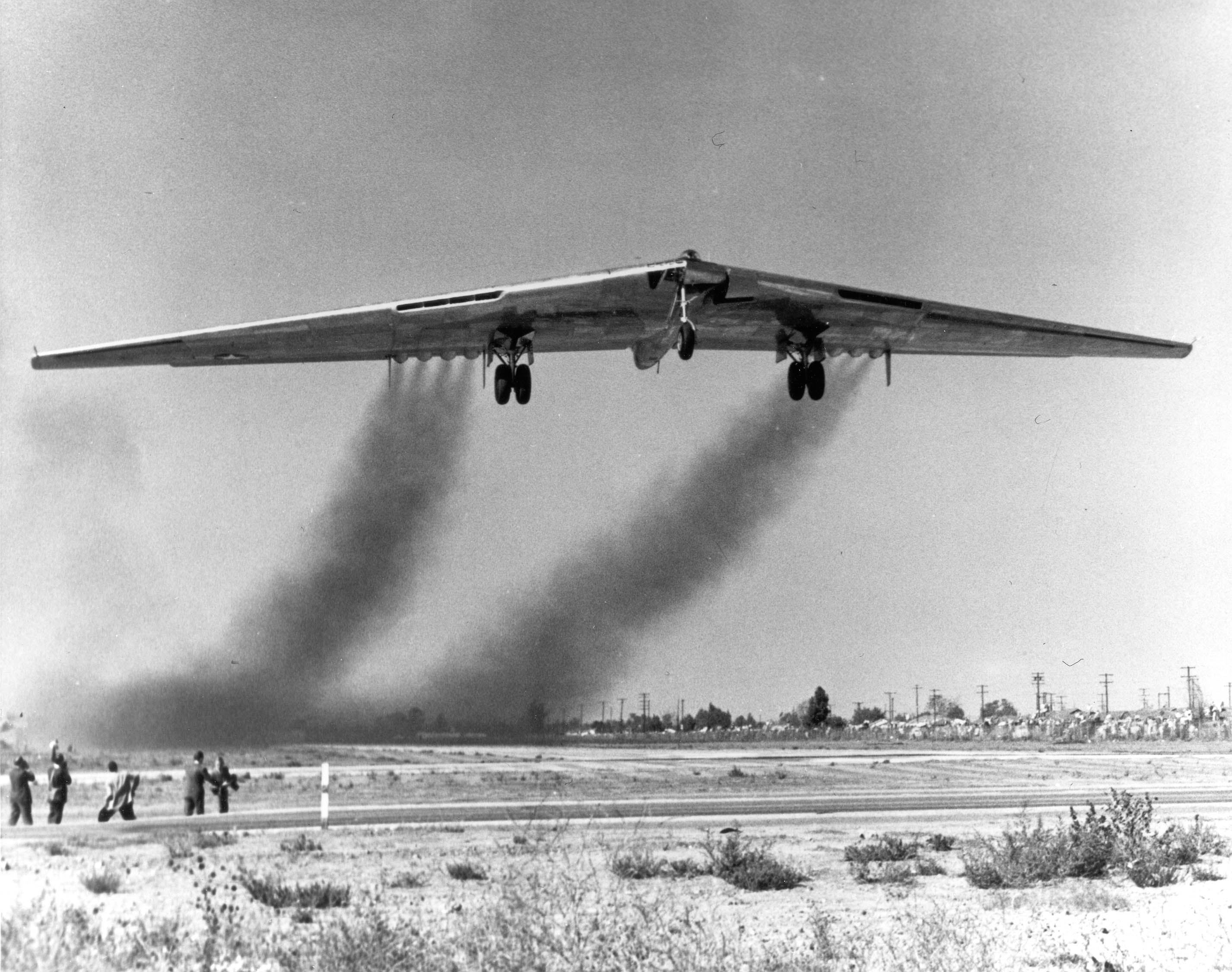
Asa voadora Northrop YB-49
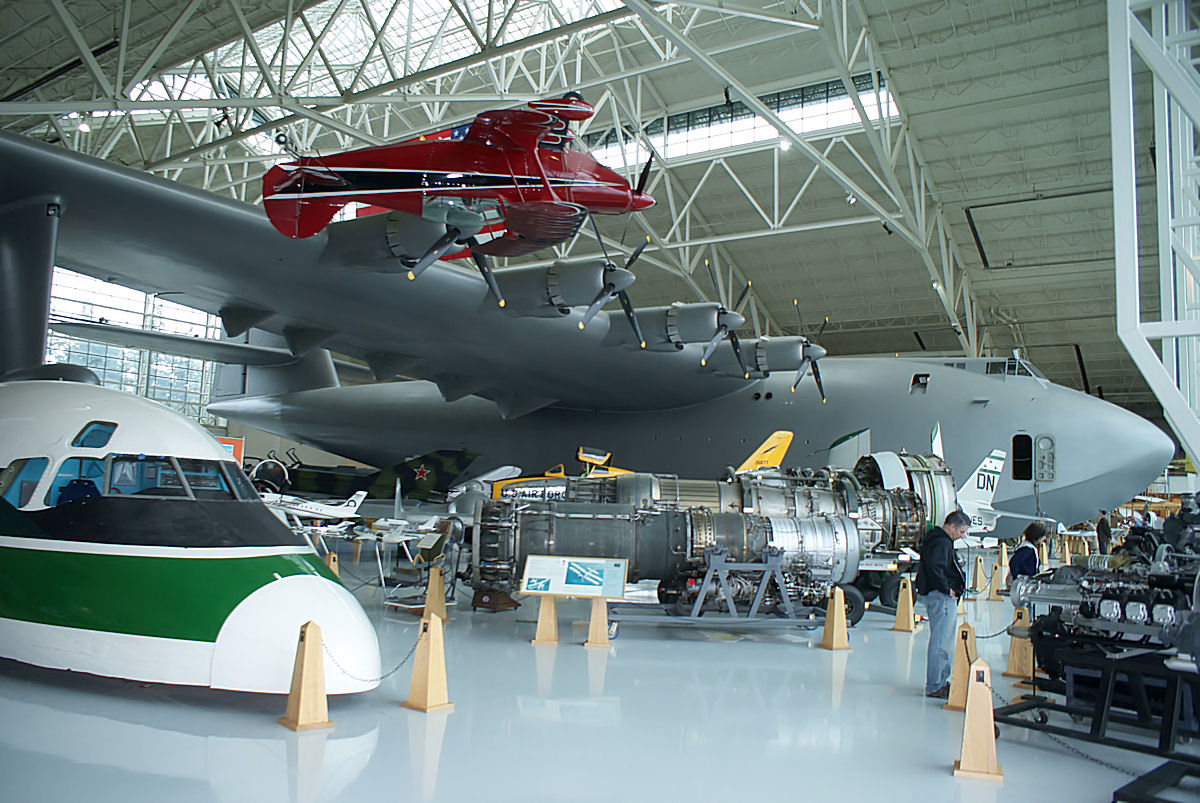
Hughes H-4 Hercules